# Cserépfalu
Cserépfalu is een plaats (község) en gemeente in het Hongaarse comitaat Borsod-Abaúj-Zemplén. Cserépfalu telt 1095 inwoners (2001).

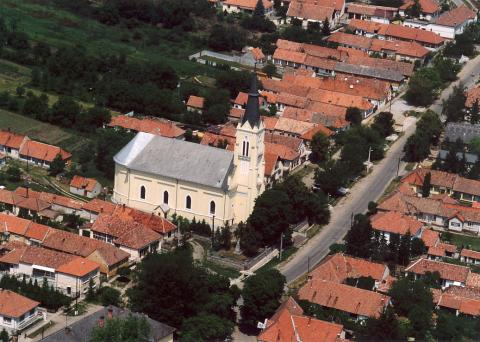
Cserépfalu
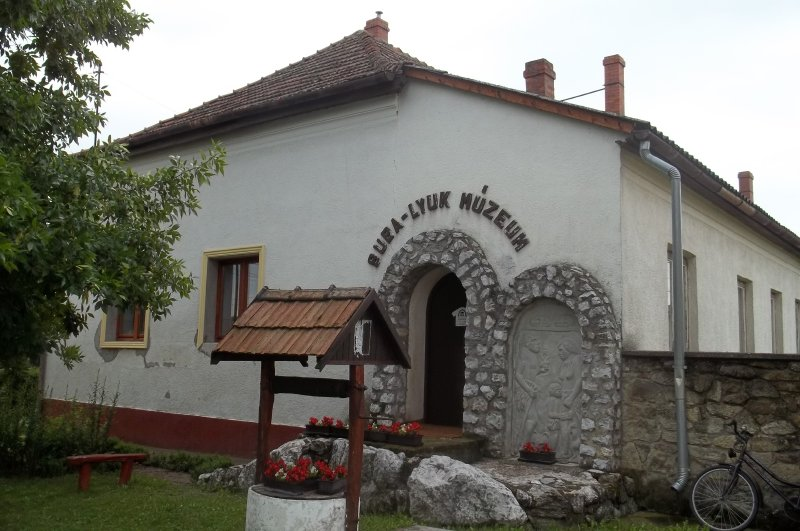
Museum in Cserépfalu